# لغات النيجر

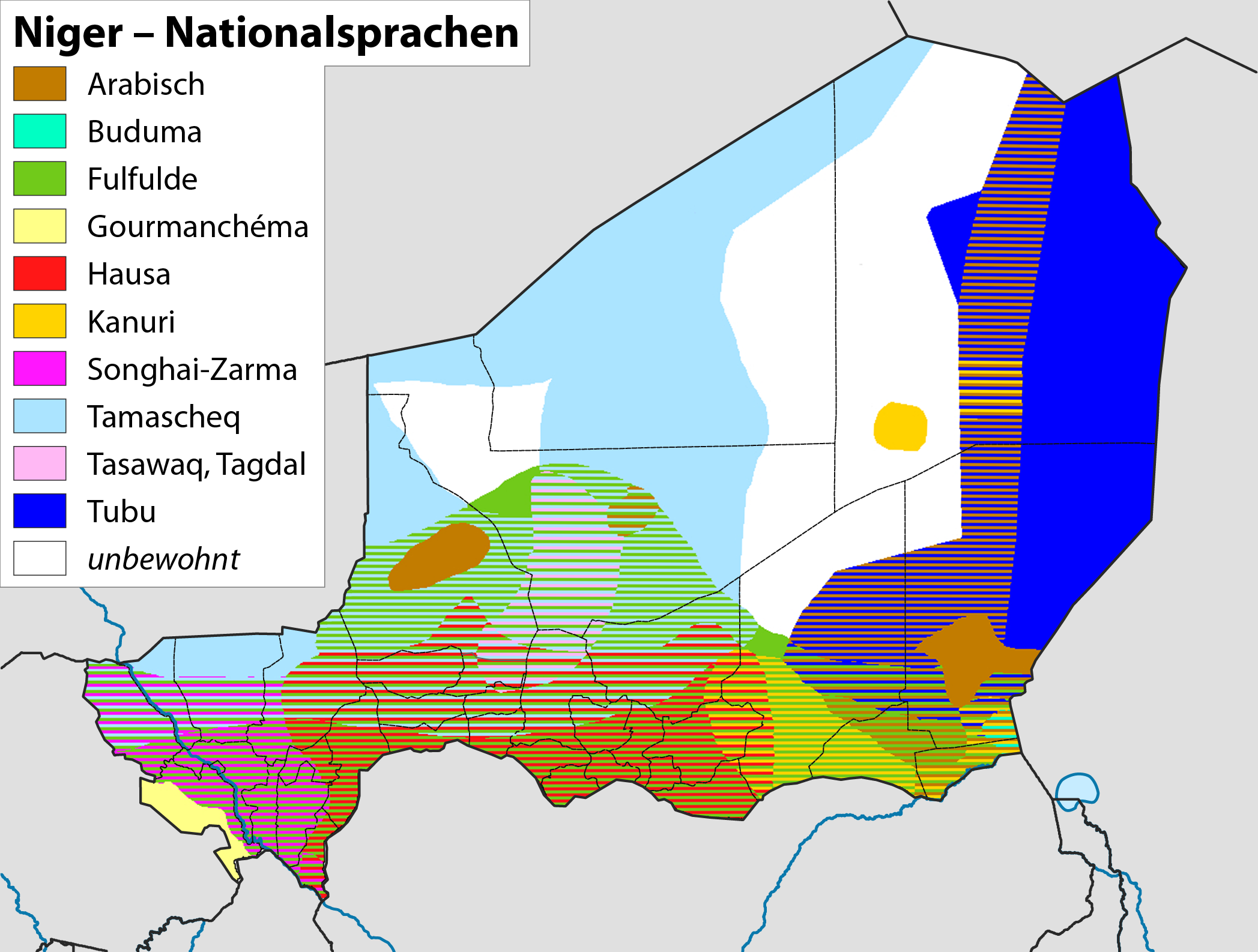
خريطة توزيع اللغات الوطنية للنيجر

يوجد في النيجر 11 لغة رسمية، الفرنسية هي اللغة الرسمية والهوسا هي اللغة الأكثر نطقا. اعتمادًا على طريقة حسابهم، يوجد في النيجر ما بين 8 إلى 20 لغة محلية. ويأتي التباين من حقيقة أن العديد منها يرتبط ارتباطًا وثيقًا، ويمكن تجميعها معًا أو اعتبارها منفصلة.

## اللغات الرسمية
الفرنسية والموروثة من الفترة الاستعمارية، هي اللغة الرسمية. يتم التحدث بها بشكل رئيسي كلغة ثانية من قبل الأشخاص الذين تلقوا التعليم (20 ٪ من النيجيريين يعرفون القراءة والكتابة باللغة الفرنسية، وحتى 47 ٪ في المدن ، وتنمو بسرعة مع تحسن محو الأمية).) على الرغم من أن النيجيريين المتعلمين ما زالوا يشكلون نسبة مئوية صغيرة نسبياً من السكان، إلا أن اللغة الفرنسية هي اللغة المستخدمة من قبل الإدارة الرسمية (المحاكم ، الحكومة ، إلخ) ووسائل الإعلام ومجتمع الأعمال. انظر أيضا: الفرنسية الأفريقية.
يوجد في النيجر عشر لغات وطنية رسمية ، وهي العربية ، Buduma ، اللغة الفولانية ، Gourmanchéma ، الهوسا ، اللغة الكانورية ، زارما (Zarma) و لغات السونغاي، لغة طارقية، Tassawaq، لغات التبو. هذه اللغات الوطنية العشر، وعائلاتهم اللغوية، والنسبة التقريبية للسكان الذين يتحدثون بها، ومناطقهم الأصلية التقريبية، ومعلومات إضافية هي كما يلي:
| لغة          | عائلة                          | تقريبا ٪ | المنطقة الرئيسية     | ملاحظات                                             |
| ------------ | ------------------------------ | -------- | -------------------- | --------------------------------------------------- |
| الهوسا       | الأفرو آسيوي / تشادي           | 55.4%    | الجنوب والوسطى       | اللغة التجارية الرئيسية                             |
| سونغاي       | سونغاي                         | 21%      | جنوب غرب             | تعتبر الزرمة و"كادو" سونغاي لغة واحدة مشتركة.       |
| لغة طارقية   | الأفرو آسيوية / بربرية         | 9.3%     | الشمال               |                                                     |
| الفولانية    | نيجرية كنغوية / المحيط الأطلسي | 8.5%     | الكل                 | تعتبر الفولانية في غرب النيجر ووسط شرق النيجر معًا   |
| الكانوري     | نيلية صحراوية                  | 4.7%     | الجنوب الشرقي        |                                                     |
| عربية        | الأفرو آسيوية / سامية          | 0.4%     | الشمال               | يتحدث بها بشكل خاصعرب ديفا بشكل رئيسي في منطقة ديفا |
| Gourmanchéma | نيجرية كنغوية / غور            | 0.4%     | الركن الجنوبي الغربي | يتحدث بها أساسا شعب غورما في جنوب غرب النيجر        |
| التبو        | نيلية صحراوية                  | 0.4%     | الشرق                | يتحدث بها أساسا شعب التوبو في شرق النيجر            |
| آخر          | غ/م                            | 0.1%     | في كل مكان           | أي لغات أخرى                                        |

## روابط خارجية
- Ethnologue report on "Languages of Niger"
- PanAfriL10n page on Niger
- Linguistic situation in Niger (بالفرنسية)

قالب:Languages of Niger